# Верекер, Чарльз, 2-й виконт Горт
Чарльз Верекер, 2-й виконт Горт (англ. Charles Vereker, 2nd Viscount Gort; 1768 — 11 ноября 1842) — ирландский военный и политик. Он был известен как Чарльз Верекер с 1768 по 1817 год.

## Происхождение
Родился в 1768 году в Ирландии. Младший сын Томаса Верекера (1737—1801) и Джулианы Смит (1735—1811), дочери Чарльза Смита и сестры Джона Прендергаста-Смита, 1-го виконта Горта. Он недолгое время служил на флоте, а затем был назначен подполковником ополчения Лимерика.

## Политическая карьера
Чарльз Верекер заседал в Ирландской палате общин от города Лимерика (1790—1801). 5 сентября 1798 года в Коллуни он остановил продвижение французских войск под командованием генерала Юмбера, высадившихся в заливе Киллала, графство Слайго, после чего они были разбиты в битве при Баллинамуке, где он был ранен.
Чарльз Верекер заседал в Палате общин Великобритании от Лимерика с 1802 по 1817 год и служил лордом казначейства в 1807—1812 годах. Член Тайного совета Ирландии с 1809 года. Он занимал должность констебля замка Лимерик с 1809 по 1842 год и должность губернатора графства Голуэй с 1814 по 1831 год.
23 мая 1817 года после смерти своего бездетного дяди, Джона Прендергаста-Смита, 1-го виконта Горта (1742—1817), Чарльз унаследовал титулы 2-го виконта Горта в графстве Голуэй и 2-го барона Килтартона из Горта в графстве Голуэй.
В 1824—1842 годах — ирландский пэр-представитель в Палате лордов Великобритании.
Он был одним из самых активных противников Акта об унии — «его имя звучало в каждом разделении, а его голос — в каждом споре»; и в ответ на попытки лорда Каслри он заявил: «Я защищал свою страну своей кровью, и нет ничего в даре Короны, что могло бы соблазнить меня предать её своим голосом». После Унии он представлял Лимерик до 1817 года, когда после смерти своего дяди стал виконтом Гортом. Он был ярым приверженцем консервативной партии.

## Семья
Лорд Горт был дважды женат. 7 ноября 1789 года он женился первым браком на Джейн Вестропп (? — 19 февраля 1798), дочери Ральфа Вестроппа и Мэри Джонсон . Дети от первого брака:
- Достопочтенная Юлия Верекер (? — 14 февраля 1866), в 1819 году она вышла замуж за полковника Томаса Уайта
- Достопочтенная Джорджина Верекер (? — 1847), в 1817 году она вышла замуж за полковника Джона Ферье Гамильтона
- Джон Прендергаст Верекер, 3-й виконт Горт (1 июля 1790 — 20 октября 1865).

5 марта 1810 года он вторично женился на Элизабет Паллисер (? — 2 апреля 1858), дочери Джона Паллисера и Грейс Бартон. Дети от второго брака:
- Подполковник Достопочтенный Чарльз Смит Верекер (21 апреля 1818 — 12 мая 1885).

Лорд Горт скончался 11 ноября 1842 года в возрасте 74 лет, и ему наследовал его сын от первого брака, Джон.